# Jöfraskinna
Jöfraskinna är en av de mest kompletta handskrifterna av Snorre Sturlassons Heimskringla.
Handskriften, som författats i början av 1300-talet, förstördes så när som på fem blad i samband med Köpenhamns brand 1728. Den finns dock bevarad i form av ett flertal, om än ofullständiga avskrifter.